# Khải Hoàn Môn (tiểu thuyết)
Khải Hoàn Môn (tiếng Đức: Arc de Triomphe)là một cuốn tiểu thuyết của Erich Maria Remarque, viết năm 1945 về người tị nạn không quốc tịch ở Paris trước Thế chiến II. Đây là cuốn bestseller thứ hai trên toàn thế giới của ông sau Phía Tây không có gì lạ, được viết trong giai đoạn lưu vong ở Hoa Kỳ (1939-1948). Nó được làm thành một bộ phim điện ảnh vào năm 1948 và được làm lại như một bộ phim truyền hình vào năm 1985.

## Bản dịch tiếng Việt
Quyển tiểu thuyết này được dịch ra tiếng Việt nhiều lần:
- Tình yêu bên vực thẳm, Huỳnh Phan Anh dịch, Sài Gòn: Ngày Mới, 1973; (tái bản: TPHCM: NXB Trẻ, 1998).
- Khải Hoàn Môn, Cao Xuân Hạo dịch, Nhà xuất bản Tổng hợp Hậu Giang, 1988; (tái bản: NXB Văn nghệ TPHCM, 2001; NXB Văn học, 2001; NXB Hội Nhà Văn, 2011; NXB Thời Đại, 2012).
- Khải Hoàn Môn (bản rút gọn), Huỳnh Phan Anh dịch, NXB Đồng Nai, 1999.